# Лангі-Гіран
Національний парк Лангі-Гіран розташований за 14 км на схід від Арарата у штаті Вікторія, Австралія. Парк займає площу 2695 га.
Територію парку дозволяється використовувати для організації кемпінгів, піших прогулянок та на транспорті. Назва парку означає «дім чорного какаду» мовою місцевого племені тьяпвуронг.

## Історія
Першим європейцем, який піднявся на гору Лангі Гіран, був дослідник Томас Мітчелл під час його експедиції 1836 року через «Австралію Фелікс». Він назвав її Гора Помилка.
У парку є дві водойми, побудовані з блоків місцевого граніту в 1880-х роках. Головне водосховище є частиною водопостачання Арарату.
У 1940 році на північних схилах було побудовано недовговічний «точковий млин» для переробки деревини, але мало свідчень про його існування.